# Курд Ремзі
Курд Ремзі (курд. Kurd Remzî, тур. Kürt Remzi; нар. 1947, Базіка, Туреччина — пом. 1998, Тавшанчали, Туреччина) — турецький співак курдського походження, поет, танбурист. Справжнє ім'я — Ремзі Коч (курд. Remzî Koç, тур. Remzi Koç).

## Життєпис
Народився в селищі Базіка (Демірезю) в провінції Анкара. У низці джерел помилково зазначається, що Ремзі походить з Полатли.
Свою кар'єру розпочав у 1970-х роках. Навчався в школі-інтернаті в Анталії, де зацікавився музикою. Там на нього справив велике враження виступ Газі Айхана та Бедьї Акартюрк, коли ті приїжджали до школи з концертом. Чому Ремзі почав співати саме курдською мовою, пояснює так: «Дивлюся: увесь народ прагне співати турецькою, уключаючи наших курдів. Тоді я сказав собі: „Буду співати рідною мовою“. І мій стиль ідеально для цього підходить».
За виконання пісень-киламів (курд. kilamên) (в 1980 році, коли відбувся державний переворот) був заарештований. За словами співака, допити тривали 2 місяці.
Згодом переїжджає до Бурси. У 1994 їде до Німеччини, пізніше до нього приєднується син. Повертається в Туреччину в 1998-му, незаконно проживає в готелі Кулу протягом 4 місяців. Гине в ДТП у районі м. Тавшанчали (тур. Tavşançalı) [за іншими даними – коло с. Киркпинар (тур. Kırkpınar)], що знаходиться біля Коньї. Похований в с. Базіка.

## Творчість
Поезія Курда Ремзі (курдською):
Sibê rabûm, ro hilatî, buhar e
 
Te cîgera min jêkirî, anî xwarê
Ez li ber mala xwe bigerim
 
Stûyê min'î li Almanya'yê timî xwar e
Відомі пісні (інші варіанти назв і тема вказані в дужках):
- Kamyona Îzzet (Kamyona Sore, Îzettin Agidi) — перша пісня Курда Ремзі. У ній розповідається про вагітну жінку, яка не має грошей, тому її не можуть відвезти до лікаря. Замість цього її посадили в червону вантажівку (курд. kamyona sore) і возили по селу в пошуках людини, яка б могла прийняти в жінки пологи. Згодом вагітна помирає.
- Sürüm Sürüm (складена під час перебування співака в Німеччині. За тематикою подібна до пісні «Derd Giranim», зазначеної нижче)
- Derd Giranim (темою є туга за Батьківщиною: «Ewrope ye naw' şirîne, serê dile mîn berine…»)
- Eze Derim Seri Çiya
- Elî Axa (Ali Ağa)
- Zewko (Zewik, Hacer, Hacey, Yar Zeynike)
- Sallana Sallana (Aman Hore) (також співає Айше Шан)
- Derde Salma Başımı (Ahu Gözlüm, Oy Kadere, Gözyaşımı Dökmeden Gel) (2 версії)
- Bizim Ziya Evlenecek
- Derviş Olsam (Tamburemin Hurbiye)
- Çoban (Adiler Kötüler, Kötüler) (про тих, хто катував співака у в'язниці)
- Cenaze Min Te (Were Halimın)
- Kiney (Vıy Vıy Meğri, Le Le Mere) (2 версії)
- Be Nale
- Hamal Memo (Hamal Memo'nun Devamı) (2 версії)
- Megri (Megri Ane Megri)
- Sernı Gerogav Meka (Xanim)
- Min Bivin Gündemin
- Havari Misto
- Mala Bavê Mîn Birano (Mala Mamemin)
- Ya Cafer
- Zalım Para
- Su Dorovum Su Vezuyev Agurbeto Serimine (Wa Gurbeta)
- Malon Bakır (Malan Barkir)
- Bete Nabim
- Cano (Lımın Cano)
- Lo Muhtaro
- Yelli
- Dümmey (Dimme) (2 версії)
- Velli Hesiko (2 версії)
- Dil Megirin Dil Giran e (діалект şêxbizinî)
- Going
- Şu Daglarda (курдською)
- Derdo Derdo (1972 рік)

та ін.
Складав пісні курдською та турецькою мовами, також виконував народні. За словами дочки співака, Тюляй Коч, законно було випущено 10 альбомів з його піснями. Кількість нелегальних касет невідома.

## Сім'я
- Доньки — Бакіє (тур. Bakiye); Тюляй Коч (тур. Tülay Koç) — співачка
- Сини  — Алі (тур. Ali Koç)[2], Тарек (тур. Tarık)
- Брати  — Сабрі (тур. Sabri), Тавфік (тур. Tevfik)
- Сестри  — Надіре (тур. Nadire), Гулістан (тур. Gülüstan), Феріде (тур. Feride)
- Мати  — Айше (курд. Eyşik)
- Батько  — Алі Кіно (курд. Elî Kino)